# Colonia Pozo Mancera
Colonia Pozo Mancera är en ort i Mexiko.   Den ligger i kommunen Atlatlahucan och delstaten Morelos, i den sydöstra delen av landet, 60 km sydost om huvudstaden Mexico City. Colonia Pozo Mancera ligger 1 775 meter över havet och antalet invånare är 412.
Terrängen runt Colonia Pozo Mancera är lite bergig. Runt Colonia Pozo Mancera är det ganska tätbefolkat, med 144 invånare per kvadratkilometer. Närmaste större samhälle är Cuautla Morelos, 17,9 km söder om Colonia Pozo Mancera. Trakten runt Colonia Pozo Mancera består till största delen av jordbruksmark.